# Ulmus wallichiana
Ulmus wallichiana — вид квіткових рослин з родини в'язових (Ulmaceae). Поширення: Афганістан, Пакистан, Непал, Індія (Західні Гімалаї).

## Біоморфологічна характеристика
Це велике листопадне дерево. Молоді гілки від запушених до повстяних. Листки 7–15 × 4–6 см, від еліптично-загострених до оберненояйцеподібно-гострих, основа від косо клиноподібної до округлої, гостро двопилчасті, зубці дугоподібні з 2–4 другорядними зубцями, верхня поверхня запушена до шершавої у старого листя, нижня поверхня густо запушена до шершавої у старого листя, нижня поверхня густо запушена до повстяної; ніжка листка 6–10 мм завдовжки, запушений. Квіти зібрані в суцвіття на гілках попереднього сезону, що з'являються до появи листя. Зав'язь злегка запушена по всій поверхні. Крилатки округло-оберненояйцеподібні, 12–15 мм; ніжка довша за оцвітину. Насіння в центрі крилатки, від волосистого до майже голого; крило перетинчасте, сітчасте, край ± війчастий. Цвітіння: березень і квітень.

## Середовище
Зростає на висотах 2200–3000 метрів.